# Tautiška giesmė
Tautiška giesmė est l'hymne national de la Lituanie depuis 1919. La musique et le texte ont été écrits en 1898 par le physicien et poète Vincas Kudirka.

## Historique
La chanson a été interprétée pour la première fois en public à Vilnius en 1905 et devint hymne officiel en 1919.
En 1950, sous l'occupation soviétique Tautiška giesmė fut interdit et remplacé par l'hymne officiel de la République socialiste soviétique de Lituanie exaltant l'Union soviétique et ses valeurs.
Dans les années 1980 alors que le mouvement d'indépendance prend de l'ampleur, Tautiška giesmė devient un symbole et est chanté régulièrement. Il redevient hymne officiel en 1992 lors de la ratification de la Constitution, puis fut confirmé en 1999 par la ratification de la loi nationale, définissant de plus le protocole associé à l'hymne national.
À l'inverse de nombreux hymnes nationaux, il ne contient aucune référence guerrière mais appelle les Lituaniens à répandre la vertu et la vérité.

## Paroles

### Paroles officielles enlituanien
| Écriture latine | Écriture cyrillique | Transcription API |
| --- | --- | --- |
| Lietuva, Tėvyne mūsų, Tu didvyrių žeme, Iš praeities Tavo sūnūs Te stiprybę semia. Tegul Tavo vaikai eina Vien takais dorybės, Tegul dirba Tavo naudai Ir žmonių gėrybei. Tegul saulė Lietuvoj Tamsumas prašalina, Ir šviesa, ir tiesa Mūs žingsnius telydi. Tegul meilė Lietuvos Dega mūsų širdyse, Vardan tos, Lietuvos Vienybė težydi! | Лиетува, Тевыне мусу, Ту дидвырю жеме, Иш праэйтиес Таво сунус Те стипрыбе семя. Тегул Таво вайкай эйна Виен такайс дорыбес, Тегул дирба Таво наудай Ир жмоню герыбей. Тегул сауле Лиетувой Тамсумас прашалина, Ир швиеса, ир тиеса Мус жингснюс телыди. Тегул мейле Лиетувос Дега мусу ширдысе, Вардан тос, Лиетувос Виеныбе тежыди! | [lʲɪæ.tˠʊ.vˠɐ ǀ tʲeː.vʲiː.nʲæ mˠuː.sˠuː ǀ] [tˠʊ dʲɪdʲ.vʲiː.rʲ(ɪ̯)uː ʒʲæ.mʲæ ǀ] [ɪʃˠ pˠrˠɐ.ɛɪ̯ˑ.tʲɪæsˠ tˠɐ.vˠoː sˠuː.nˠuːsˠ ǀ] [tʲæ sʲtʲɪ.pʲrʲiː.bʲæː sʲæ.mʲ(ɪ̯)ɐ ǁ] [tʲæː.gʊlˠ tˠɐ.vˠoː vˠɐɪ̯ˑ.kɐɪ̯ˑ ɛɪ̯ˑ.nˠɐ ǀ] [vʲɪænˠ tˠɐ.kɐɪ̯ˑzˠ‿dˠoː.rʲiː.bʲeːsˠ ǀ] [tʲæː.gʊlˠ dʲɪrˠ.bˠɐ tˠɐ.vˠoː nˠɐʊ̯.dˠɐɪ̯ˑ ǀ] [ɪrˠ ʒˠmˠoː.nʲ(ɪ̯)uː gʲeː.rʲiː.bʲɛɪ̯ˑ ǁ] [tʲæː.gʊlˠ sˠɐʊ̯.lʲeː lʲɪæ.tˠʊ.vˠoːj ǀ] [tˠɐmˠ.sˠʊ.mˠɐs pˠrˠɐ.ʃˠɐ.lʲɪ.nˠɐ ǀ] [ɪrˠ ʃʲvʲɪæ.sˠɐ ǀ ɪrˠ tʲɪæ.sˠɐ ǀ] [muːzʲ‿ʒʲɪŋʲgʲ.sʲnʲ(ɪ̯)ʊsˠ tʲæ.lʲiː.dʲɪ ǁ] [tʲæː.gʊlˠ mʲæɪ̯.lʲeː lʲɪæ.tˠʊ.vˠoːsˠ ǀ] [dʲæː.gɐ mˠuː.sˠuː ʃʲɪrʲ.dʲiː.sʲæ ǀ] [vˠɐrˠ.dˠɐnˠ tˠoːsˠ ǀ lʲɪæ.tˠʊ.vˠoːsˠ ǀ] [vʲɪæ.nʲiː.bʲeː tʲæ.ʒʲiː.dʲɪ ǁ] |

### Traduction en français
O Lituanie, notre Patrie,
Toi, terre de vaillants hommes,
Que tes enfants puisent leur force
Dans ton glorieux passé.
Que tes enfants suivent
Les chemins de la vertu,
Qu’ils travaillent à ton profit
Et au bien-être des gens.
Que le soleil de la Lituanie
Chasse les ténèbres
Que la lumière et la vérité
Accompagnent nos actions.
Que l’amour de la Lituanie
Brûle dans nos cœurs,
Qu’au nom de cette Lituanie
Fleurisse l’unité !